# Notació de la derivada
No hi ha una única notació de la derivada. Sinó que diferents matemàtics han proposat diferents notacions per a la derivada d'una funció o variable. La utilitat de cada notació varia amb el context, i de vegades té avantatge de fer servir més d'una notació en un mateix context donat. Les notacions més comunes per a la derivada són les que es relacionen tot seguit.

## Notació de Leibniz
La notació original emprada per Gottfried Leibniz es fa servir en matemàtiques. És particularment comú quan l'equació
y=f(x) és utilitzada per a referir-se a la relació funcional entre les variables dependents i independents y i x. En aquest cas la derivada es pot escriure com a:
{\displaystyle {\frac {dy}{dx}}}
Per tant, la funció, el valor de la qual al punt x és la derivada de f a x, s'escriu
{\displaystyle {\frac {d{\bigl (}f(x){\bigr )}}{dx}}} o {\displaystyle {\frac {d}{dx}}{\bigl (}f(x){\bigr )}}
(tot i que, estrictament parlant, això denota el valor de la variable de la funció derivada en lloc de la funció derivada mateixa).
Les derivades d'ordre superior s'expressen com a
{\displaystyle {\frac {d^{n}y}{dx^{n}}}}, {\displaystyle \quad {\frac {d^{n}{\bigl (}f(x){\bigr )}}{dx^{n}}}} o {\displaystyle {\frac {d^{n}}{dx^{n}}}{\bigl (}f(x){\bigr )}}
Per a indicar la derivada n-èsima de y=f(x). Històricament, això ve del fet que, per exemple, la derivada tercera és:
{\displaystyle {\frac {d{\Bigl (}{\frac {d\left({\frac {dy}{dx}}\right)}{dx}}{\Bigr )}}{dx}}=\left({\frac {d}{dx}}\right)^{3}{\bigl (}f(x){\bigr )}}
Això es pot escriure lliurement (traient el parèntesis del denominador) com a:
{\displaystyle {\frac {d^{3}}{\left(dx\right)^{3}}}{\bigl (}f(x){\bigr )}={\frac {d^{3}}{dx^{3}}}{\bigl (}f(x){\bigr )}}
Tal com s'havia dit abans.
Amb la notació de Leibniz's, el valor de la derivada en un punt x=a es pot escriure de dues formes diferents:
{\displaystyle {\frac {dy}{dx}}\left.{\!\!{\frac {}{}}}\right|_{x=a}={\frac {dy}{dx}}(a).}
La notació de Leibniz's permet especificar quina és la variable respecte de la qual es deriva (al denominador). Això resulta especialment útil quan es treballa amb derivades parcials. Això també fa que la regla de la cadena sigui especialment fàcil de recordar:
{\displaystyle {\frac {dy}{dx}}={\frac {dy}{du}}\cdot {\frac {du}{dx}}.}
(Quan es formula el càlcul infinitesimal en termes de límits, al símbol du, diferents autors, li han assignat diferents significats. Alguns autors no li assignen cap significat al símbol du per si mateix, sinó que el consideren només com a part del símbol du/dx. D'altres defineixen dx com una variable independent, i defineixen du com a du = dx•f '(x). A l'anàlisi no estàndard du es defineix com un infinitesimal. També s'ha interpretat com la derivada exterior du d'una funció u.

## Notació de Lagrange
Una de les notacions modernes més habituals per a la derivada és deguda a Joseph Louis Lagrange i empra el símbol prima. Les primeres tres derivades de f s'escriuen:
| {\displaystyle f'\;}   | per a la derivada primera, |
| {\displaystyle f''\;}  | per a la derivada segona,  |
| {\displaystyle f'''\;} | per a la derivada tercera. |

Seguint aquesta idea, alguns autors, per a designar derivades d'ordre superior, continuen a base d'emprar el nombres romans com fIV per a la derivada quarta de f, en canvi d'altres posen el nombre que indica l'ordre de la derivada entre parèntesis, així la derivada quarta de f s'hauria d'escriure f(4). Aquesta última notació s'estén fàcilment a qualsevol nombre, així la derivada n-èsima de f s'escriu f(n).

## Notació d'Euler
La notació de Euler empra un operador diferencial, que es denota com a D, el qual s'escriu davant de la funció de forma que les derivades d'una funció f s'escriuen com a
| {\displaystyle Df\;}     | per a la derivada primera,             |
| {\displaystyle D^{2}f\;} | per a la derivada segona, i            |
| {\displaystyle D^{n}f\;} | per a la derivada n-èsima, sent n ≥ 2. |

Quan s'indica la derivada d'una variable dependent y = f(x) és habitual afegir la variable independent x com a subíndex de la D, obtenint la notació alternativa
| {\displaystyle D_{x}y\;}     | per a la primera derivada,           |
| {\displaystyle D_{x}^{2}y\;} | per a la segona derivada, i          |
| {\displaystyle D_{x}^{n}y\;} | per a la derivada n-èsima, on n ≥ 2. |

Si la funció només té una variable independent, habitualment s'omet el subíndex.
La notació d'Euler és útil per a escriure i resoldre equacions diferencials lineals.

## Notació de Newton
La notació de Newton per a la derivada (també anomenada notació del punt) consisteix a col·locar un punt damunt de la variable dependent i es fa servir sovint per a designar derivades respecte del temps com per exemple la velocitat i l'acceleració:
{\displaystyle {\dot {y}}={\frac {dy}{dt}}}
{\displaystyle {\ddot {y}}={\frac {d^{2}y}{dt^{2}}}}
I així. També es pot fer servir com un substitut de la prima a la notació de Lagrange. Altre cop, això és habitual per a funcions f(t) del temps.
La notació de Newton es fa servir principalment a mecànica i a teoria d'equacions diferencials ordinàries. Habitualment només es fa servir per a les derivades primera i segona, i, a més, sols per a indicar derivades respecte del temps.